# سيغورد كريستيانسن
سيغورد كريستيانسن (بالنرويجية البوكمول: Sigurd Christiansen)‏ هو كاتب مسرحي وكاتب ومؤلف نرويجي، ولد في 17 نوفمبر 1891 في درامن في النرويج، وتوفي بنفس المكان في 23 أكتوبر 1947.

## وصلات خارجية
- سيغورد كريستيانسن على موقع IMDb (الإنجليزية)
- سيغورد كريستيانسن على موقع قاعدة بيانات الفيلم (الإنجليزية)